# Agente deportivo
Agente deportivo o representante de jugadores es la denominación de la persona o empresa que negocia en nombre de un deportista sus contratos y actividades profesionales, ejerciendo como su representación legal.

Su labor no consiste solamente en el asesoramiento jurídico y fiscal de las negociaciones contractuales, sino que es el responsable de las comunicaciones del deportista con su club, la prensa y las empresas interesadas en su promoción comercial.

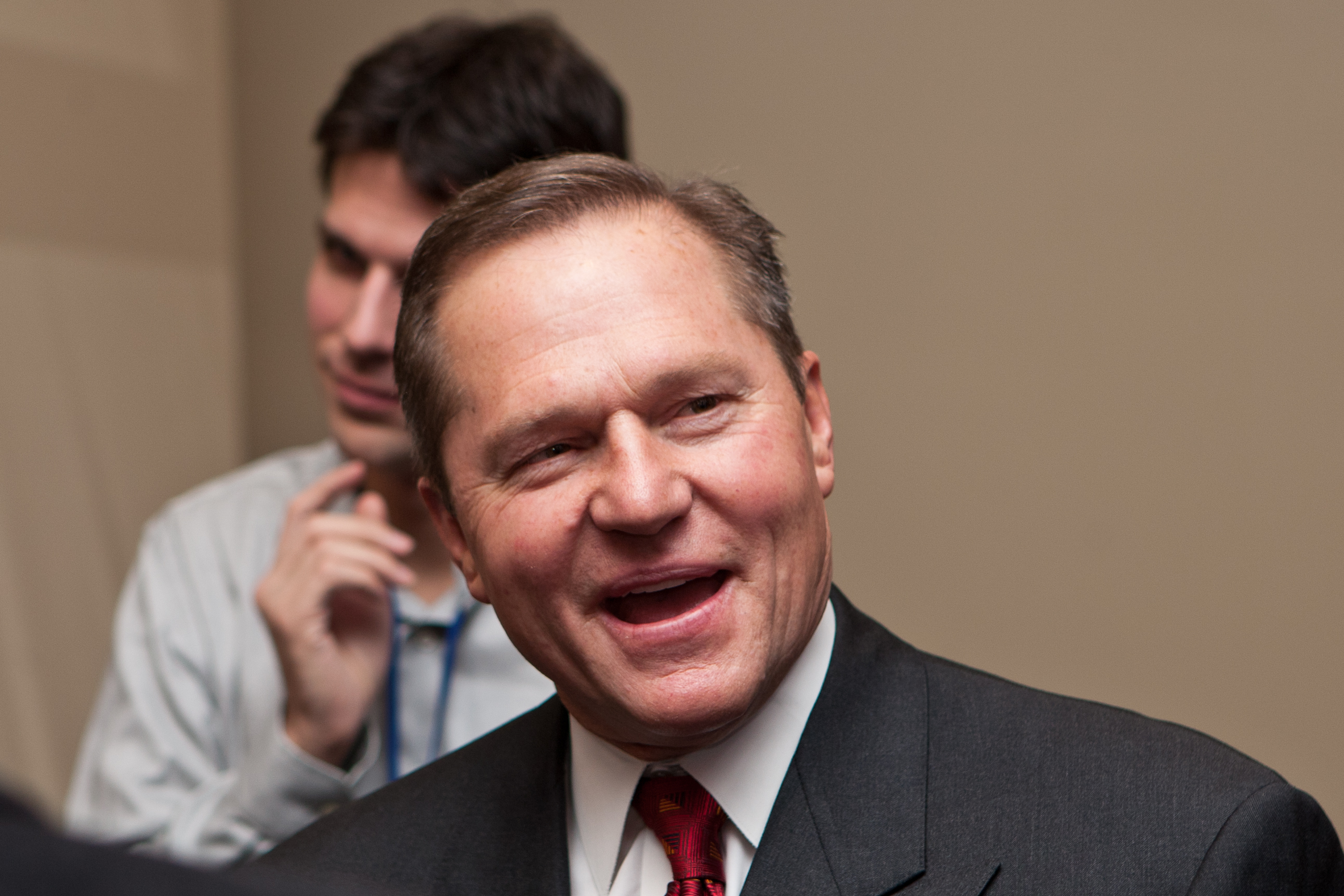
Scott Boras. Agente deportivo

Normalmente cobra entre un 4 y un 10 por ciento de los contratos del deportista.
Algunas veces se convierten también en asesores personales en las decisiones familiares del deportista, ya que cada vez representan a personas de menor edad.

## Fútbol
En la actualidad hay 5187 agentes autorizados por la FIFA. Antes de 2001 no existían licencias de la FIFA para esta actividad.